# Take Me Home (Cash Cash)
Take Me Home è un singolo del gruppo di musica elettronica statunitense Cash Cash, pubblicato il 15 luglio 2013 dalla Big Beat Records e dalla Atlantic Records. Il singolo vede la collaborazione della cantante statunitense di origine albanese Bebe Rexha.
Ha riscosso un discreto successo commerciale negli Stati Uniti, raggiungendo la 57ª posizione della Billboard Hot 100. Inoltre, ha raggiunto la top 10 delle classifiche dell'Australia, Ucraina e Regno Unito.

## Il brano
Si tratta di un brano EDM suonato in chiave di Sol maggiore a tempo di 128 battiti al minuto. È stato scritto da Samuel Frisch, Alex Makhlouf, Jean Paul Makhlouf, Brandon Lowry e Bebe Rexha. È incluso nel terzo EP dei Cash Cash Overtime e nel loro quarto album in studio Blood, Sweat & 3 Years. Esso racconta di un innamorato che, nonostante una relazione malsana con il suo partner, vuole ancora stare con lui.
La canzone è stata riprodotta durante i riscaldamenti dei playoff della Stanley Cup 2014 ed è stata utilizzata in diversi spot televisivi per promuovere il film d'animazione del 2016 Alla ricerca di Dory.

## Video musicale
Il 5 novembre 2013 è stato pubblicato sul canale YouTube dei Cash Cash il videoclip della versione acustica del brano. Jean Paul Makhlouf ha dichiarato: «Iniziamo sempre il processo di scrittura su una chitarra acustica o un pianoforte prima che si traduca in synth e batteria elettronica. Sapevamo che una versione acustica avrebbe mostrato un lato completamente diverso della canzone, quindi l'abbiamo riportata alle fondamenta e ci abbiamo costruito sopra una nuova casa». Il videoclip ufficiale del singolo è stato pubblicato il 18 dicembre 2013 e ad oggi conta più di 25 milioni di visualizzazioni.

## Tracce
Download digitale
1. Take Me Home (feat. Bebe Rexha) – 3:25

Download digitale - Remix
1. Take Me Home (feat. Bebe Rexha) (Jordy Dazz Remix Radio Edit) – 3:45
2. Take Me Home (feat. Bebe Rexha) (Feenixpawl Remix Radio Edit) – 2:41
3. Take Me Home (feat. Bebe Rexha) (Chainsmokers Remix Radio Edit) – 3:40
4. Take Me Home (feat. Bebe Rexha) (Caveat Remix Radio Edit) – 3:41
5. Take Me Home (feat. Bebe Rexha) (Fareoh Remix Radio Edit) – 3:41

## Classifiche
| Classifica (2013–14)                     | Posizione massima |
| ---------------------------------------- | ----------------- |
| Australia                                | 7                 |
| Austria                                  | 63                |
| Belgio (Vallonia)                        | 22                |
| Canada                                   | 52                |
| Germania                                 | 86                |
| Irlanda                                  | 23                |
| Italia                                   | 81                |
| Nuova Zelanda                            | 28                |
| Polonia                                  | 49                |
| Regno Unito                              | 5                 |
| Repubblica Ceca                          | 56                |
| Stati Uniti                              | 57                |
| Stati Uniti (hot dance/electronic songs) | 6                 |
| Stati Uniti (dance/mix show airplay)     | 2                 |